# كوكي مياتا
كوكي مياتا (宮田幸季 مياتا كوكي) هو مؤدي أصوات ياباني ولد في 9 أكتوبر 1972 في يوكوهاما، كاناغاوا.

## أدواره في الأنمي

### مسلسلات أنمي تلفزيونية
- بليتش - هاناتارو يامادا
- تسوباسا كرونيكل - يوكيتو
- جلجامش - تورو تسوكيوكا
- ترايجان - فاش ذا ستامبيد (أيام الطفولة)
- جرافيتيشن - إيري يوكي (أيام الطفولة)
- كارين - وينر سينكلير
- كيو كارا ماو! - كين موراتا
- الأشباح السبعة - لابرادور
- غوين ساغا - سيد
- أبطال الديجيتال الجزء الأول - زقزوق
- باكومان - هيديميتسو إيشيزاوا
- ناروتو شيبودن - تشوجورو
- بوروتو: ناروتو نكست جينيريشنز - تشوجورو
- هيوغيمونو - موري ران
- الغبي و الاختبار و الوحش المستدعى - كوتا تسوتشيا
- بي بليد - أكرم
- ماغي: The Labyrinth of Magic - أبمد سالوجا
- ماغي: The Kingdom of Magic - أبمد سالوجا
- دانغانرونبا ذي أنيميشن - تشيهيرو فوجيساكي، ألتر إيغو
- ون بيس - واداتسومي
- شامان كينج - أشيل
- فري! - أييتشيرو نيتوري
- فري! Eternal Summer - أييتشيرو نيتوري
- يواموشي بيدال - تيروفومي سوغيموتو
- يواموشي بيدال GRANDE ROAD - تيروفومي سوغيموتو
- يواموشي بيدال NEW GENERATION - تيروفومي سوغيموتو
- مندوب المبيعات الضاحك NEW - ماساو أماي (حرب البنتو)
- بوغيبوب آند أذرز - إيكوزو

### أوفا أنمي
- إير جير: الأجنحة السوداء و غابة النوم Break on the sky - كيليك
- كوبرا ذي أنيميشن: ذا سايكوغان - بوشين

### أفلام أنمي
- بليتش: ذا داياموند داست ريبيليون, هيورينمارو آخر - هاناتارو يامادا
- بليتش: فايد تو بلاك, أنادي اسمك - هاناتارو يامادا
- فيلم يواموشي بيدال - تيروفومي سوغيموتو
- بوروتو: ناروتو الفيلم - تشوجورو
- فري! تايمليس ميدلي - أييتشيرو نيتوري
- فري! تيك يور ماركز - أييتشيرو نيتوري

## أدواره في ألعاب الفيديو
- دانغانرونبا: تريغر هابي هافوك - تشيهيرو فوجيساكي
- دانغانرونبا أناذر إيبيسود: ألترا ديسبير غيرلز - تايتشي فوجيساكي
- ناروتو شيبودن: ألتيميت نينجا ستورم ريفولوشن - تشوجورو

## أدواره في الدبلجة اليابانية
- مراهقو التايتنز - بيست بوي
- أبطال التايتنز إنطلقوا! - بيست بوي
- فارس وفادي - فارس فريد
- أسطورة الحراس: بومة غهول - ديغر

## وصلات خارجية
- كوكي مياتا على موقع IMDb (الإنجليزية)
- كوكي مياتا على موقع ميوزك برينز (الإنجليزية)
- كوكي مياتا على موقع قاعدة بيانات الفيلم (الإنجليزية)
- كوكي مياتا على موقع ANN person (الإنجليزية)